# Eldfell
L'Eldfell est un volcan d'Islande situé sur l'île de Heimaey, dans les îles Vestmann. Il est né subitement le 23 janvier 1973 en pleine nuit, juste à côté des habitations, en prenant de court la population qui doit évacuer l'île dans la précipitation. Des fontaines de lave donnent naissance à des coulées qui agrandissent l'île et menacent de boucher l'entrée du port. La pêche étant la principale économie de l'île, le comblement de la baie signifierait la mort économique de la ville ce qui motive les autorités pour stopper la lave. Un important dispositif d'arrosage du front de la coulée avec de l'eau de mer est ainsi mis en place avec succès. Néanmoins, à la fin de l'éruption le 28 juin, les dégâts sont très importants, de nombreuses maisons ayant été détruites où enterrées sous les téphras, et un décès est à déplorer.

## Toponymie
Eldfell signifie en français « montagne de feu ».

## Géographie

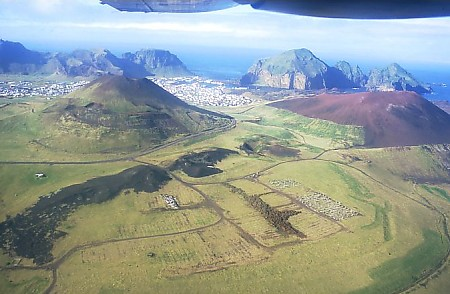
Vue aérienne de Heimaey avec l'Helgafell (à gauche), l'Eldfell (à droite) et sa fissure volcanique au premier plan.

L'Eldfell est situé dans le sud de l'Islande, dans l'est de l'île d'Heimaey, la plus grande des îles Vestmann. Il est entouré au nord-est, à l'est et au sud par l'océan Atlantique, au sud-ouest par l'Helgafell, un autre volcan, et au nord-ouest par la ville d'Heimaey. Administrativement, il se trouve dans la municipalité des îles Vestmann de la région de Suðurland.
L'Eldfell est un volcan monogénique né le 23 janvier 1973 lors de son unique éruption. Il s'agit d'une fissure volcanique le long de laquelle s'alignent plusieurs cônes basaltiques dont un principal culminant à 205 ou 279 mètres d'altitude. Ce cône principal recouvert de scories est en forme de fer à cheval ouvert en direction du nord. Au sud, s'étire le reste de la fissure, le Kirkjufell, autour de laquelle s'organisent une série de petits cônes peu proéminents. Au nord et à l'est de ces bouches éruptives s'étend un champ de lave formé par l'accumulation de coulées au cours de la seule éruption du volcan en 1973 ; ces coulées ont agrandi l'île vers le nord et l'est de plus de 2 km2. La végétation recouvre les pieds du cône principal mais reste absente sur ses pentes et à son sommet tandis que les coulées de lave sont recouvertes de mousses et de lichens.

## Histoire

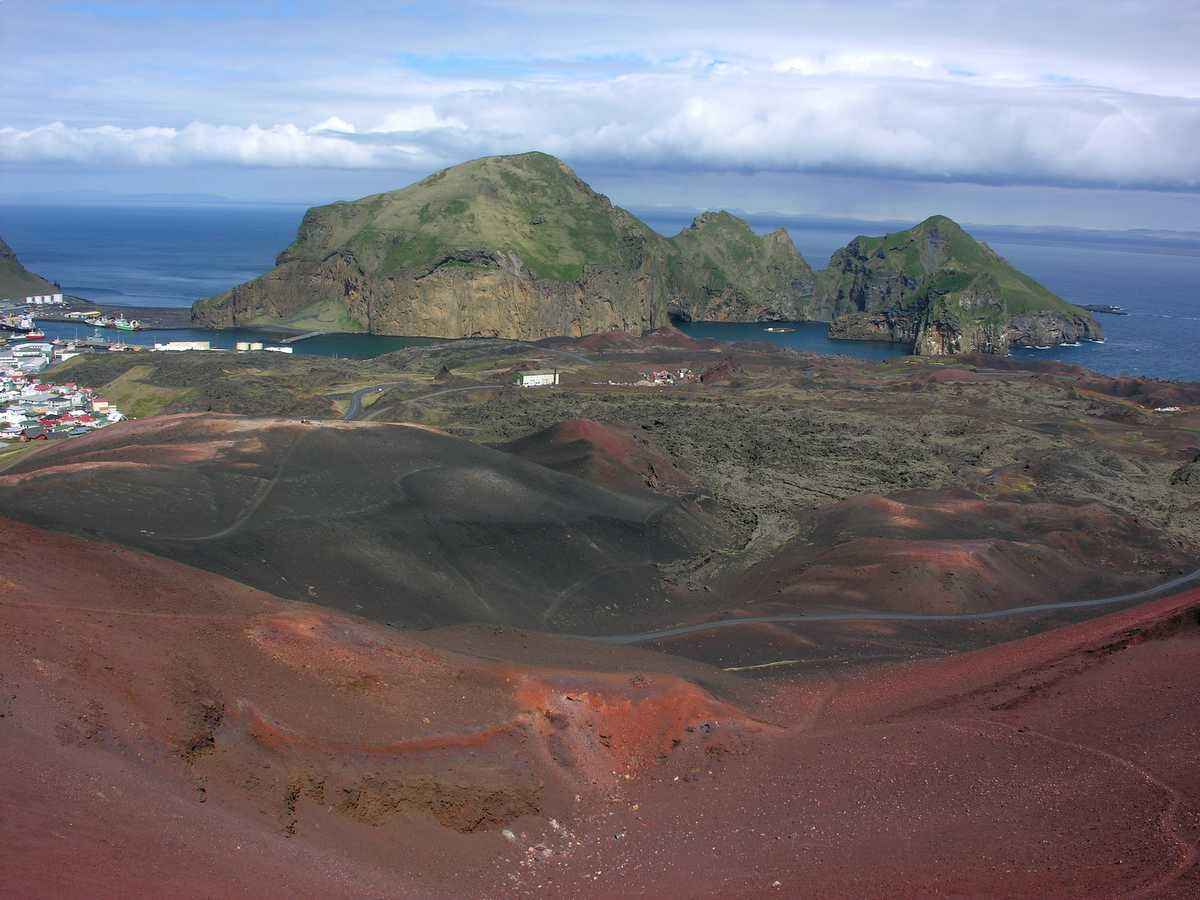
Vue depuis le sommet de l'Eldfell en direction du nord : les coulées de lave ont détruit une partie de la ville (sur la gauche) et menacé de fermer le port (au pied des falaises).

L'éruption de l'Eldfell est précédée d'une crise sismique commencée le 21 janvier 1973. Le 23, à 1 h 55, des fontaines de lave jaillissent à plusieurs centaines de mètres de hauteur depuis une fissure d'environ deux kilomètres de longueur, orientée nord-nord-est-sud-sud-ouest et ouverte juste au sud-est des habitations, sur le littoral oriental de Heimaey,. Alertés par les sirènes et les haut-parleurs, la majorité des 5 200 habitants de l'île évacuent dans l'urgence,, à l'exception de 500 policiers, pompiers et secouristes. Ils embarquent sur les 70 chalutiers de l'île ainsi que par avion en direction du reste de l'Islande,, principalement en direction de Þorlákshöfn et Reykjavik. Les bateaux de pêche ont pu prendre en charge tous les habitants car ils étaient bloqués dans le port depuis la veille par de mauvaises conditions météorologiques. Le bétail, les prises de pêche surgelées, les voitures et le contenu des coffres des banques seront rapatriés plus tard.
Dans les premières heures de l'éruption, le débit de lave est calculé à 100 m3/s mais il chute à 5 m3/s à la mi-avril. La présence de nappes de gaz volcaniques est aussi constatée dans les caves et les maisons des parties les plus basses de la ville, causant le seul décès de cette éruption. Deux jours après le début de l'éruption, la lave ne jaillit plus qu'au niveau d'une seule bouche éruptive, construisant un cône volcanique d'une centaine de mètres de hauteur. Tandis que les coulées de lave qui s'en échappent agrandissent l'île en direction de l'est, de forts vents rabattent les téphras sur la ville, recouvrant les habitations d'une couche de dix centimètres d'épaisseur,. Cette accumulation de téphras progresse à un rythme soutenu d'un mètre à l'heure à proximité du volcan le 26. Quelques jours après le début de l'éruption, la lave qui jaillit du cône de 185 mètres de hauteur progresse sur plus de 500 mètres dans l'océan en direction du nord.

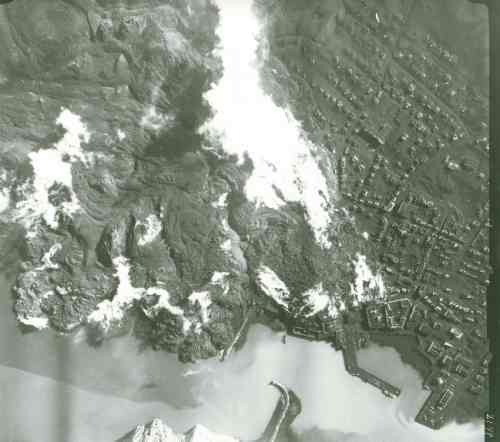
Image aérienne du 6 avril 1973 montrant les coulées de lave émises par l'Eldfell (non visible en haut) se dirigeant vers l'entrée du port (en bas) et refroidies par arrosage (panaches de vapeur d'eau).

En février, la lave se dirige de plus en plus vers le nord-ouest en direction des habitations. Le 19, le pan occidental du cône volcanique se détache et, poussé par les coulées de lave, progresse en détruisant des habitations. Le port est de plus en plus menacé : après la coupure du câble sous-marin d'alimentation en électricité de l'île par une émission sous-marine de lave, trois entrepôts de poisson sont détruits par les coulées. C'est cependant la direction prise par les coulées de lave qui inquiète le plus. Elles se dirigent droit vers l'entrée du port et si celui-ci est fermé, l'île ne pourra plus vivre de la pêche, sa principale ressource. Il est alors envisagé d'édifier des digues mais qui seraient trop fragiles ou bien de faire exploser les parois du cratère au risque de dévier les coulées sur le reste de la ville. Il est alors décidé d'arroser le front de la coulée pour figer la lave, la ralentir et édifier ainsi une digue naturelle. Jusqu'à 47 pompes reliées par plus de trente kilomètres de tuyaux déversent de l'eau de mer à un débit d'un mètre cube par seconde chacune. Le volume d'eau total, soit six millions de mètres cubes, ainsi projeté sur les coulées permet de solidifier 20 000 m3 de lave par heure. Cette technique s'avère fructueuse puisqu'après trois semaines d'arrosage, la coulée de lave est stoppée avant qu'elle n'ait pu obstruer l'entrée du port, améliorant même sa protection vis-à-vis de la haute mer.
Cette éruption d'indice d'explosivité volcanique de 3 et terminée le 28 juin aura émis un volume de 0,2 km3 de lave et de 65 × 106 m3 de téphras. La superficie du champ de lave est de 3,3 km2 et l'île de Heimaey s'est agrandie de 2,2 km2 Cette éruption est à rapprocher d'une autre achevée six ans plus tôt à Surtsey, à seulement 18 kilomètres au sud-ouest. Les roches en fusion restant dans la chambre magmatique, située à une profondeur de 25 à 30 kilomètres, se seraient alors transformées par différentiation et c'est ce nouveau magma qui aurait été émis lors de l'éruption de l'Eldfell.
Les dégâts matériels sont très importants : 300 bâtiments sont détruits par les coulées de lave tandis que 70 autres sont entièrement recouverts par des téphras, soit un tiers des constructions de l'île. Le coût des destructions s'élève à trente millions d'euros. Parmi les bâtiments épargnés par l'éruption figure une maison située désormais dans une petite vallée entièrement entourée par les coulées de lave. L'éruption n'a fait qu'un mort, un homme asphyxié par des gaz volcaniques. Tous les habitants sont retournés sur Heimaey à partir de juillet, déblayant une partie de la lave, reconstruisant la ville et utilisant la chaleur du volcan pour du chauffage par géothermie,,. Néanmoins, parmi ceux ayant perdu leur domicile, beaucoup décident de ne pas rentrer.

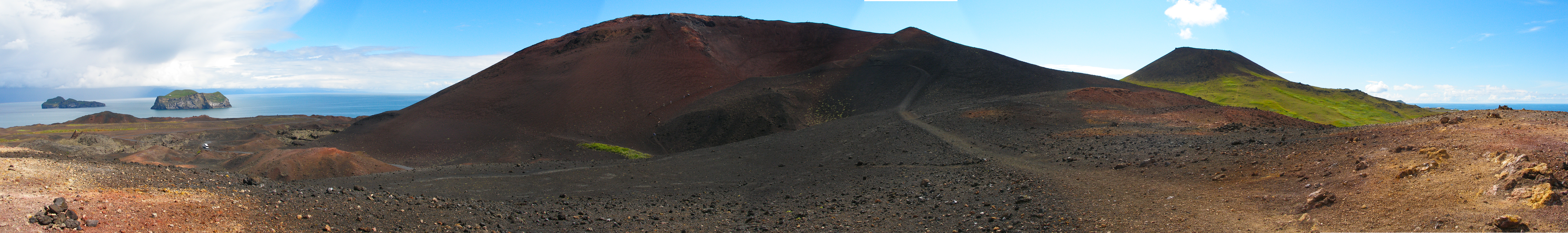
Vue panoramique du cratère de l'Edfell avec l'Helgafell à droite et les îles d'Elliðaey et Bjarnarey à gauche.